# Ulica Sukiennice we Wrocławiu

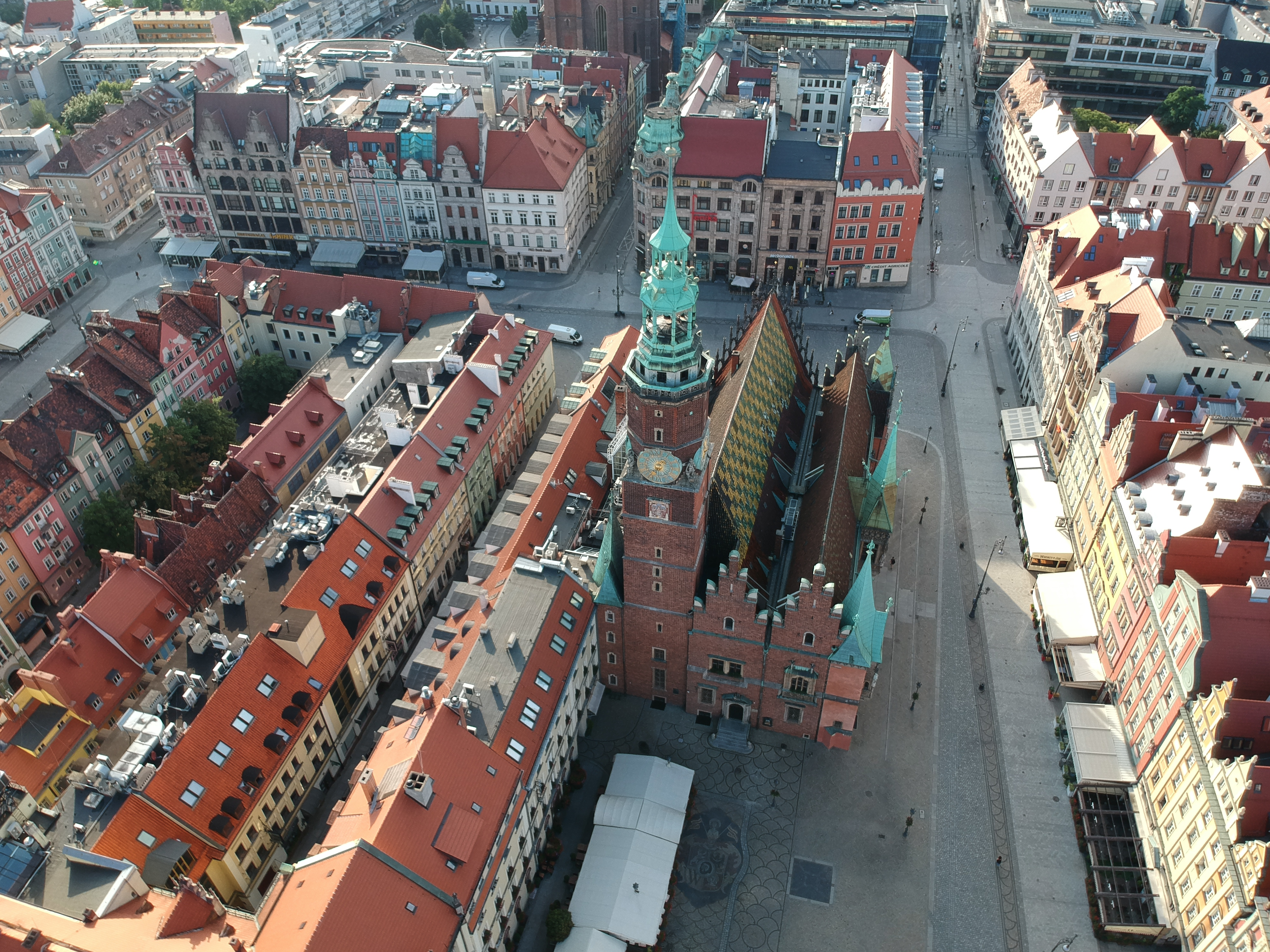
Widok z zachodu

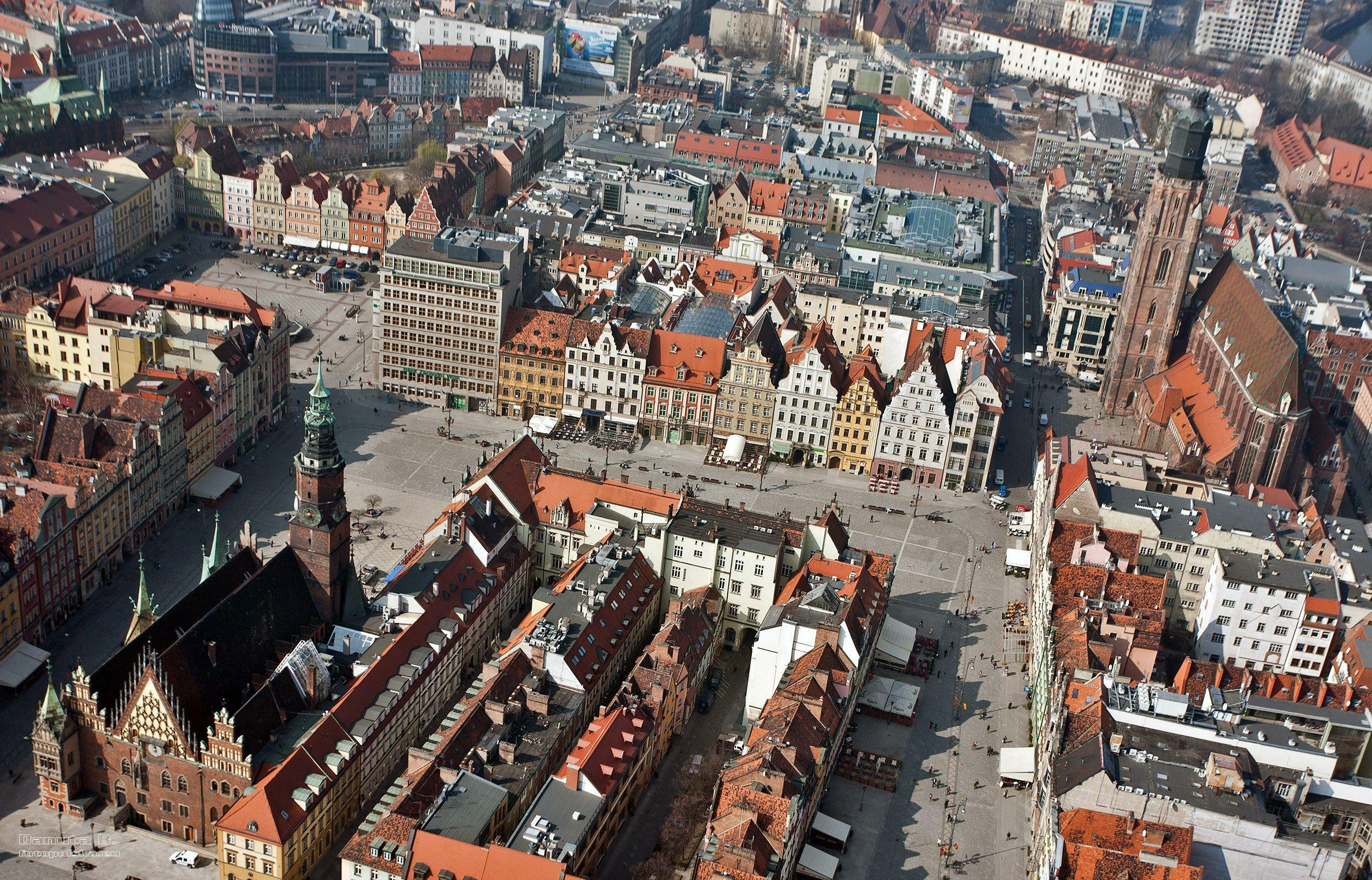
Widok ze wschodu

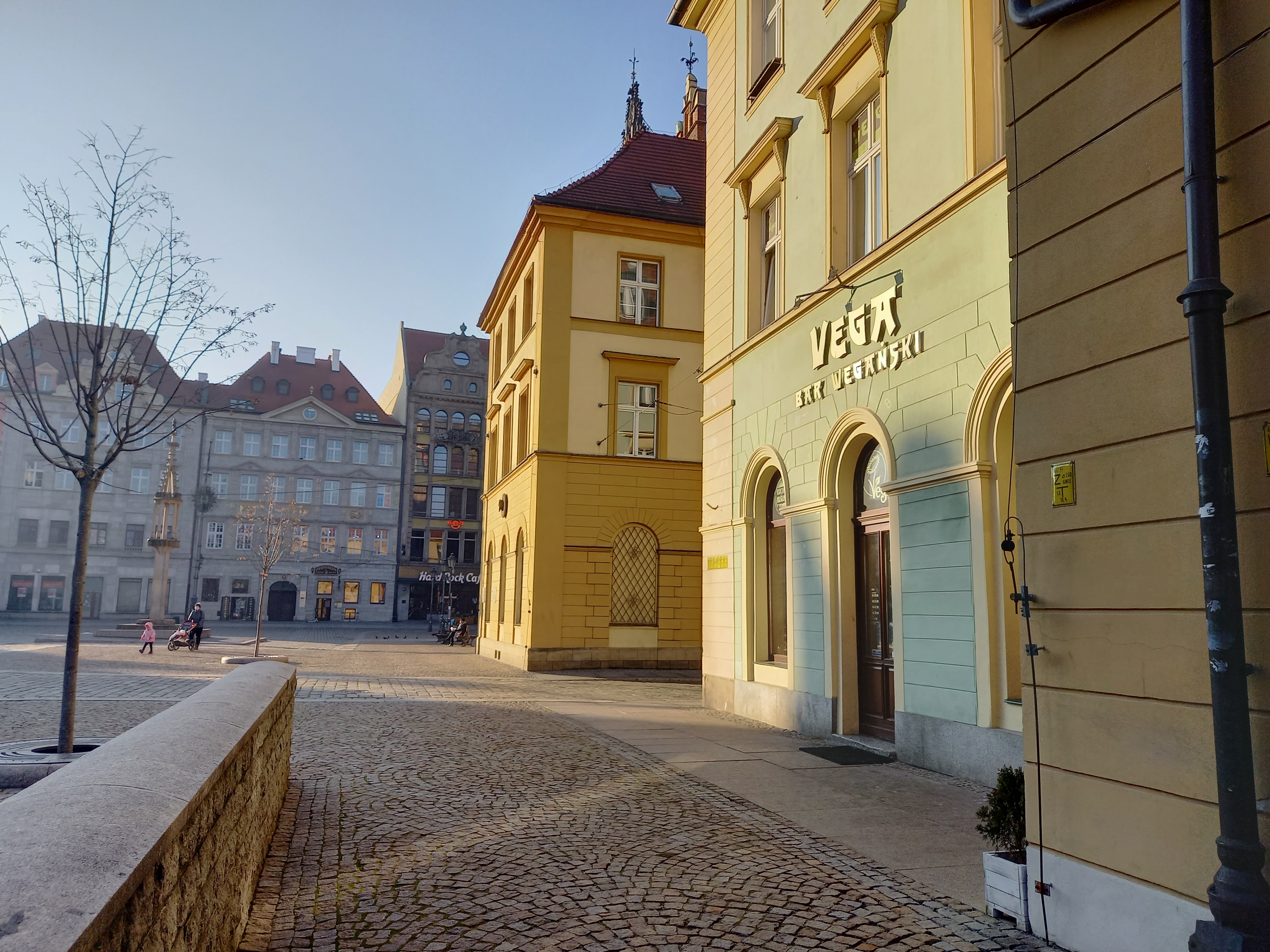
Początek ul. Sukiennice

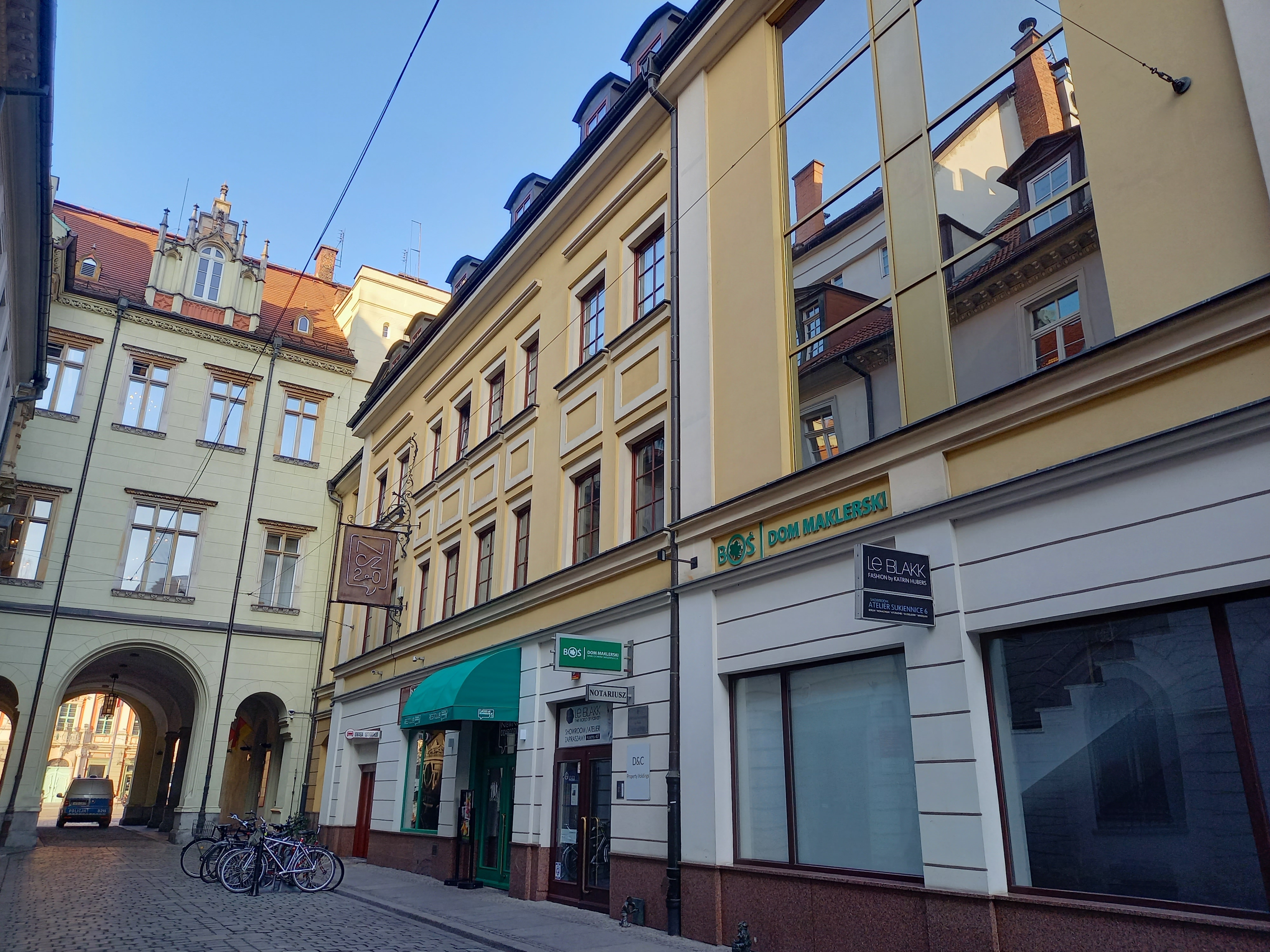
Ul. Sukiennice 7-8

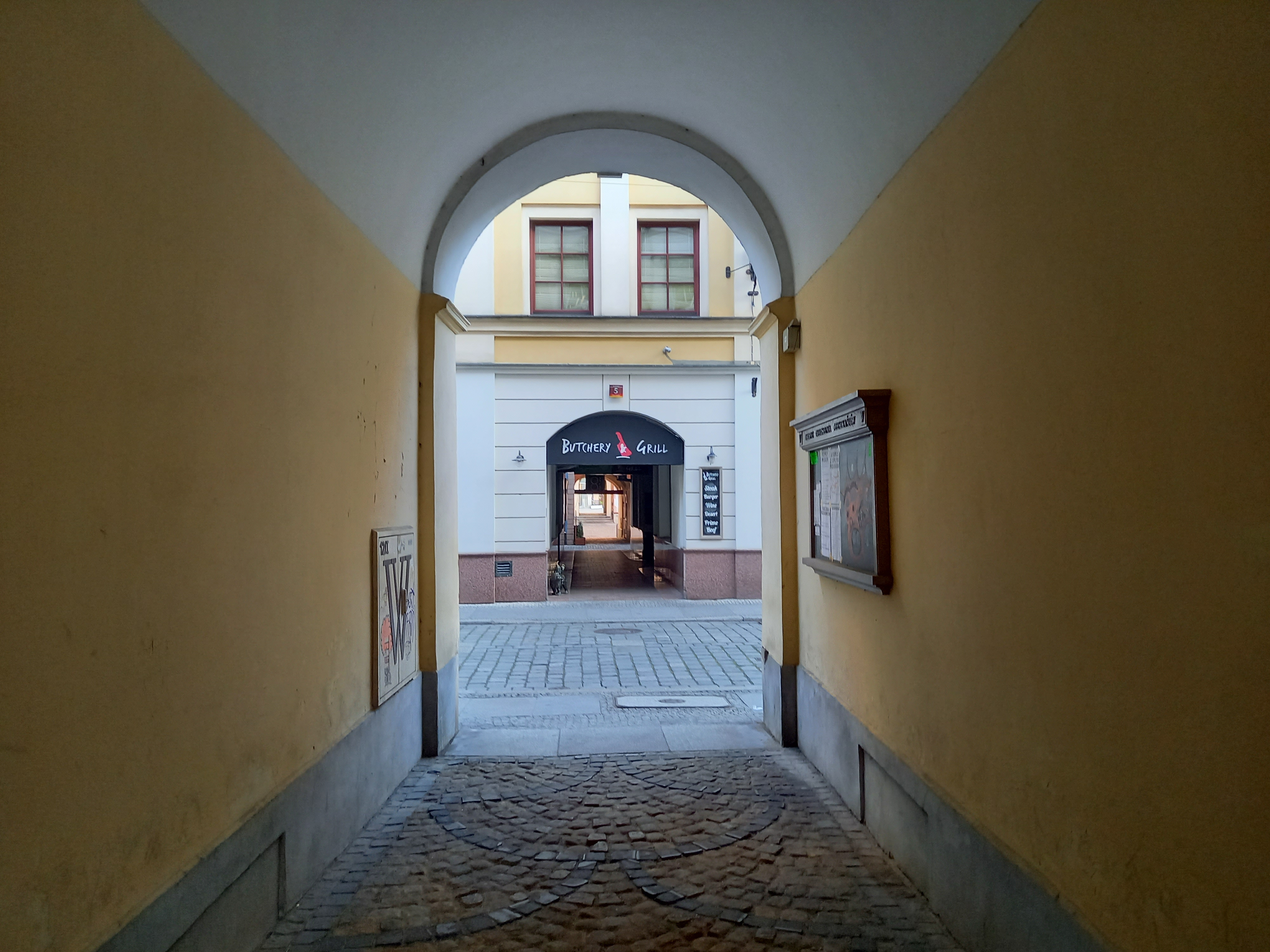
Zaułek J. Grotowskiego, przecznica – ul. Sukiennice

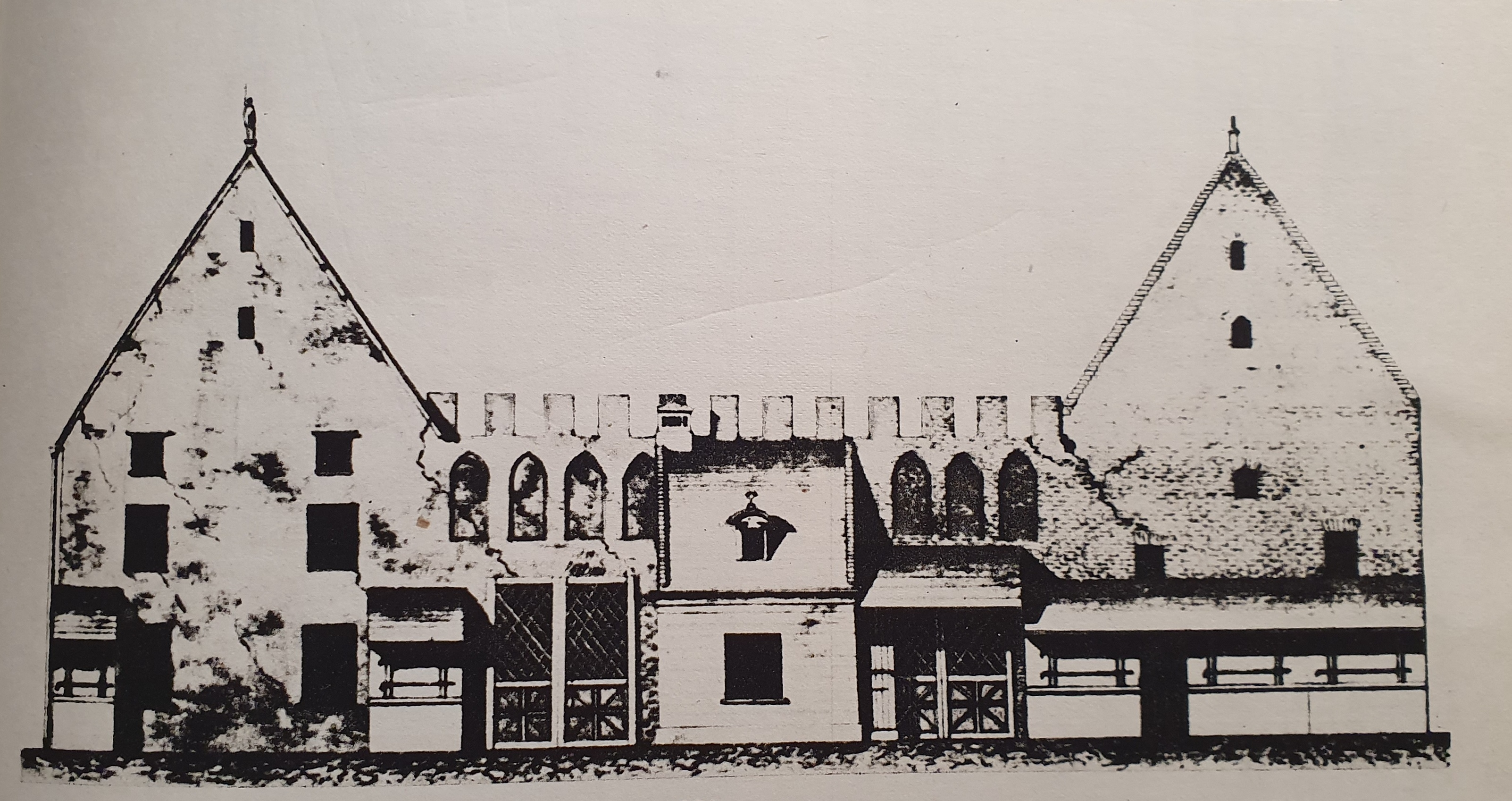
Budynek historycznych Sukiennic

Ulica Sukiennice – ulica położona we Wrocławiu na Starym Mieście, przebiegająca przez zespół zabudowy śródrynkowej (tretu), który położony jest w obrębie wrocławskiego Rynku. Droga przypisana do ulicy ma 113 m długości. Ma ona status drogi wewnętrznej. Powstała po zburzeniu istniejących tu dawnych Sukiennic i zastąpieniu ich nową zabudową, ówcześnie przeznaczoną na cele głównie mieszkalne. Przy współczesnej ulicy znajdują się w jej pierzejach zarówno budynki historyczne wpisane do rejestru zabytków lub w przypadku jednego z nich ujęte w gminnej ewidencji zabytków, jak i współczesne. Część budynków należy do Urzędu Miejskiego Wrocławia i wykorzystywana jest dla potrzeb administracji samorządowej oraz Muzeum Miejskiego Wrocławia.

## Położenie, droga i jej przebieg
Ulica biegnie przez zespół zabudowy śródrynkowej, tzw. tret, położony w obrębie Rynku. Obszar ten leży w obrębie samorządowego osiedla Stare Miasto obejmującego między innymi Stare Miasto we Wrocławiu. Droga przypisana do ulicy ma 113 m długości i położona jest na działce ewidencyjnej o polu powierzchni wynoszącym 855 m². Ma ona status drogi wewnętrznej, o dominującym ruchu pieszym, z dopuszczeniem ruchu samochodowego wyłącznie w celu zapewnienia dojazdu do poszczególnych obiektów wyłącznie ich użytkownikom, pojazdom specjalnym oraz dostawczym w określonych godzinach. Wymaga się aby nawierzchnia drogi była wykonana wyłączenie jako posadzka z kostki i płyt kamiennych, a sposób jej ułożenia nawiązywał do istniejącego układu graficznego.
Łączy się ona z następującymi placami i innymi ciągami komunikacyjnymi:
- Rynek[1][10] – rynek Ratusz[11]
- zaułek Jerzego Grotowskiego[12][13]
- Rynek[1][10] – rynek Ratusz[11].

Po stronie wschodniej ulica łączy się z Rynkiem (Rynek Ratusz) normalnym połączeniem otwartym, a przy krańcu zachodnim ulica łączy się z Rynkiem (Rynek Ratusz) poprzez przejście bramowe w budynku Starego Ratusza. Natomiast zaułek Jerzego Grotowskiego, z którym powiązana jest ulica Sukiennice, przebiega przez przejścia bramowe w budynku przy ulicy Sukiennice 5 (kierunek północy) i przy ulicy Sukiennice 11 (kierunek południowy).

## Nazwy
W swojej historii ulica nosiła następujące nazwy:
- Tuchhausstraße, do 1824 r.[17]
- Elisabethstraße[17][18], od 1824 r.[17] do 1945 r.[1]
- Sukiennice, od 1945 r.[1][17]

Niemiecka nazwa ulicy – Elisabethstraße – została nadana cześć Elżbiety Ludwiki Wittelsbach (urodzona 13.11.1801 r., zmarła 14.12.1873 r. w Dreźnie), żony ówczesnego następcy tronu, a późniejszego króla Prus – Fryderyka Wilhelma IV Pruskiego. Elżbieta była córką króla Bawarii – Maksymiliana I Józefa Wittelsbacha. Ulicę nazwano jej imieniem z okazji pobytu we Wrocławiu książęcej pary w roku 1824. Współczesna nazwa ulicy – ulica Sukiennice – została nadana przez Zarząd Miejski i ogłoszona w okólniku nr 94 z dnia 20.12.1945 r.

## Historia
W miejscu dzisiejszej ulicy znajdowała się zabudowa średniowiecznego zespołu budynków – Sukiennic, zwanych też Domem Kupców. Po wprowadzeniu w Prusach swobody handlu, a tym samym zniesieniu przywilejów w tym zakresie, zdecydowano o zbudowaniu budynków mieszkalnych w miejscu Domu Kupców. Wraz z projektem nowej zabudowy wytyczono także ulicę – dzisiejszą ulicę Sukiennice. W wyniku działań wojennych prowadzonych podczas oblężenia Wrocławia w 1945 r. część domów uległa zniszczeniu. Pozostałe po wojnie wyremontowano lub odbudowano i funkcjonują także współcześnie, w dużej części z nowym przeznaczeniem. Wolną od zabudowy przestrzeń wykorzystano do zbudowania w latach 90. XX wieku nowego budynku pod numerem 6-7.

## Zabudowa i zagospodarowanie
Ulica zabudowana jest dwiema ciągłymi pierzejami, na które składają się budynki zabytkowe oraz współczesna zabudowa uzupełniająca i zabytkowym budynkiem zamykającym zachodni kraniec ulicy, w którym wykonano przejścia i przejazd bramowy. Przy ulicy znajdują się następujące punkty adresowe: 1-2, 3-4, 5, 6, 7, 8, 9, 9a, 10, 11, 12, 13, 14/15.
W lokalach użytkowych dolnych kondygnacji znajdowały się i znajdują między innymi różne lokale gastronomiczne takie jak np. pod nr 1-2: restauracja Vega, pod nr 6: restauracja Rybna, Gospoda Wrocławska, Quorematto, pod nr 9a: restauracja Pod Papugami. Część budynków należy do Urzędu Miejskiego Wrocławia i jest użytkowania dla potrzeb administracji samorządowej miasta, tak jak np. pod nr 9 i 10: biura związane z Urzędem Miejskim Wrocławia, Radą Miejską i Prezydentem Wrocławia, czy też muzeum pod nr 14/15: Muzeum Miejskie Wrocławia, Muzeum Sztuki Mieszczańskiej – Stary Ratusz.

## Ochrona i zabytki

### Ochrona obszarowa
Obszar, przez których przebiega ulica Sukiennice, podlega ochronie w ramach zespołu urbanistycznego Starego Miasta z XIII–XIX wieku, wpisanego do rejestru zabytków pod nr. rej.: 196 z 15.02.1962 oraz A/1580/212 z 12.05.1967 r. Inną formą ochrony tych obszarów jest ustanowienie historycznego centrum miasta, w nieco szerszym obszarowo zakresie niż wyżej wskazany zespół urbanistyczny, jako pomnik historii. Samo miasto włączyło ten obszar jako cenny i wymagający ochrony do Parku Kulturowego „Stare Miasto”, który zakłada ochronę krajobrazu kulturowego oraz uporządkowanie, zachowanie i właściwe kształtowanie krajobrazu kulturowego oraz historycznego charakteru najstarszej części miasta. Ochronie, w postaci wymogu ich zachowania, podlegają także przejścia przez blok zabudowy śródrynkowej łączące poszczególne odcinki rynku Ratusz, w tym między innymi pasaż usługowy „Przejście Sukiennice” oraz „Przejście Pokutnicze” – łączące ulicę Więzienną z ulicą Św. Doroty (obecnie Zaułek Jerzego Grotowskiego). Także cały blok śródrynkowy podlegają ochronie oraz wskazywane są jako obiekty stanowiące centralną dominantę o najwyższej hierarchii i najbardziej prestiżowym znaczeniu.

### Obiekty chronione
Przy ulicy oraz w bezpośrednim sąsiedztwie znajdują się następujące zabytki:
| strona                           | obiekt, adres | powstanie, rodzaj ochrony, nr rej., INSPIRE_ID | fotografia |
| -------------------------------- | --- | --- | ---------- |
| północna                         | Kamienica „Pod bł. Jakubem”, obecnie budynek usługowy (Bar „Vega”) Rynek Ratusz 27a (ulica Sukiennice 1)                                                 | XIII wiek, lata 1821–1822; projekt Ferdinand Tschech (1825 r., XX wiek) rodzaj ochrony: rejestr zabytków A/4031/183 z dnia 15.02.1962 r.                                                               |            |
| północna                         | Kamienica „Pod Złotym Jabłkiem” z usługowym parterem, obecnie budynek biurowo-usługowy ulica Sukiennice 2                                                | XIV wiek, lata 1821–1822; projekt Ferdinand Tschech (1825 r., XX wiek) rodzaj ochrony: rejestr zabytków A/4032/184 z dnia 15.02.1962 r.                                                                |            |
| północna                         | Kamienica „Pod Murzynem” z usługowym parterem, obecnie budynek biurowo-usługowy ulica Sukiennice 3                                                       | XIV wiek, lata 1821–1822; projekt Ferdinand Tschech (1825 r., XX wiek) rodzaj ochrony: rejestr zabytków A/4029/185 z dnia 15.02.1962 r.                                                                |            |
| północna                         | Kamienica „Pod Złotym Krzyżem” z usługowym parterem (lata 20. XX wieku sklep J. Henela & C. Fuchsa), obecnie budynek biurowo-usługowy ulica Sukiennice 4 | XIV wiek, lata 1821–1822; projekt Ferdinand Tschech (1825 r., XX wiek) rodzaj ochrony: rejestr zabytków A/4030/186 z dnia 15.02.1962 r.                                                                |            |
| północna                         | Kamienica "Pod Złotą Owcą", obecnie budynek usługowy (restauracja) ulica Sukiennice 5                                                                    | XIV-XV wiek, lata 20. XIX wieku, po 1945 r. rodzaj ochrony: gminna ewidencja zabytków, mpzp |            |
| północna, nad ulicą i południowa | Dom Płócienników (kupiecki); od 1863 r. – Nowy Ratusz, obecnie Urząd Miasta Wrocławia ulica Sukiennice 9 (ulica Sukiennice 7-9, Rynek Ratusz 3-6)        | lata 1521–1859 (rozebrany), lata 1860–1863 (projekt Friedricha Augusta Stülera) z elementami wcześniejszej budowli (XV wiek, 1859 r.) rodzaj ochrony: rejestr zabytków A/2688/206 z dnia 30.12.1970 r. |            |
| południowa                       | Kamienica, obecnie budynek Urzędu Miasta Wrocławia ulica Sukiennice 10                                                                                   | XVI wiek – 1 połowa XVII wieku, lata 1821–1822; projekt Ferdinand Tschech (1825 r., XX wiek) rodzaj ochrony: rejestr zabytków A/2696/260 z dnia 30.12.1970 r.                                          |            |
| południowa                       | Kamienica, obecnie budynek Urzędu Miasta Wrocławia ulica Sukiennice 11                                                                                   | XVI wiek – 1 połowa XVII wieku, lata 1821–1822; projekt Ferdinand Tschech (1825 r., XX wiek) rodzaj ochrony: rejestr zabytków A/2696/260 z dn. 30.12.1970 r.                                           |            |
| południowa                       | Kamienica „Pod Żelaznym Krzyżem”, obecnie budynek Urzędu Miasta Wrocławia ulica Sukiennice 12                                                            | XVI wiek – 1 połowa XVII wieku, lata 1823–1825; projekt Ferdinand Tschech (1825 r., XX wiek) rodzaj ochrony: rejestr zabytków 173/187 z dnia 15.02.1962 r.                                             |            |
| południowa                       | Kamienica „Pod Słoniem”, obecnie budynek Urzędu Miasta Wrocławia ulica Sukiennice 13                                                                     | XVI wiek – 1 połowa XVII wieku, lata 1823–1825; projekt Ferdinand Tschech (1825 r., XX wiek) rodzaj ochrony: rejestr zabytków 173/187 z dnia 15.02.1962 r.                                             |            |
| południowa                       | Kamienica „Pod Złotym Aniołem”, obecnie MUZEUM MIEJSKIE WROCŁAWIA ulica Sukiennice 14                                                                    | XVI wiek – 1 połowa XVII wieku, lata 20. XIX wieku (1825 r., XX wiek) rodzaj ochrony: rejestr zabytków 174/188 z dnia 15.02.1962 r.                                                                    |            |
| południowa                       | Kamienica „Pod Złotym Gronem”, obecnie MUZEUM MIEJSKIE WROCŁAWIA ulica Sukiennice 15                                                                     | XVI wiek – 1 połowa XVII wieku, lata 20. XIX wieku (1825 r., XX wiek) rodzaj ochrony: rejestr zabytków 174/188 z dnia 15.02.1962 r.                                                                    |            |

## Baza TERYT, EMUiA
Dane Głównego Urzędu Statystycznego z bazy TERYT, spis ulic (ULIC):
- województwo: DOLNOŚLĄSKIE (02)
- powiat: Wrocław (0264)
- gmina/dzielnica/delegatura: Wrocław (0264011) gmina miejska; Wrocław-Stare Miasto (0264059) delegatura
- Miejscowość podstawowa: Wrocław (0986283) miasto; Wrocław-Stare Miasto (0986946)[78]
- kategoria/rodzaj: ulica
- Nazwa ulicy: ul. Sukiennice (21539)[3][78].